# Eufidonia
Eufidonia là một chi bướm đêm thuộc họ Geometridae.

## Các loài
- Eufidonia convergaria (Walker, 1860)
- Eufidonia discospilata (Walker, 1862)
- Eufidonia notataria (Walker, 1860)